# Rustizierung (Architektur)

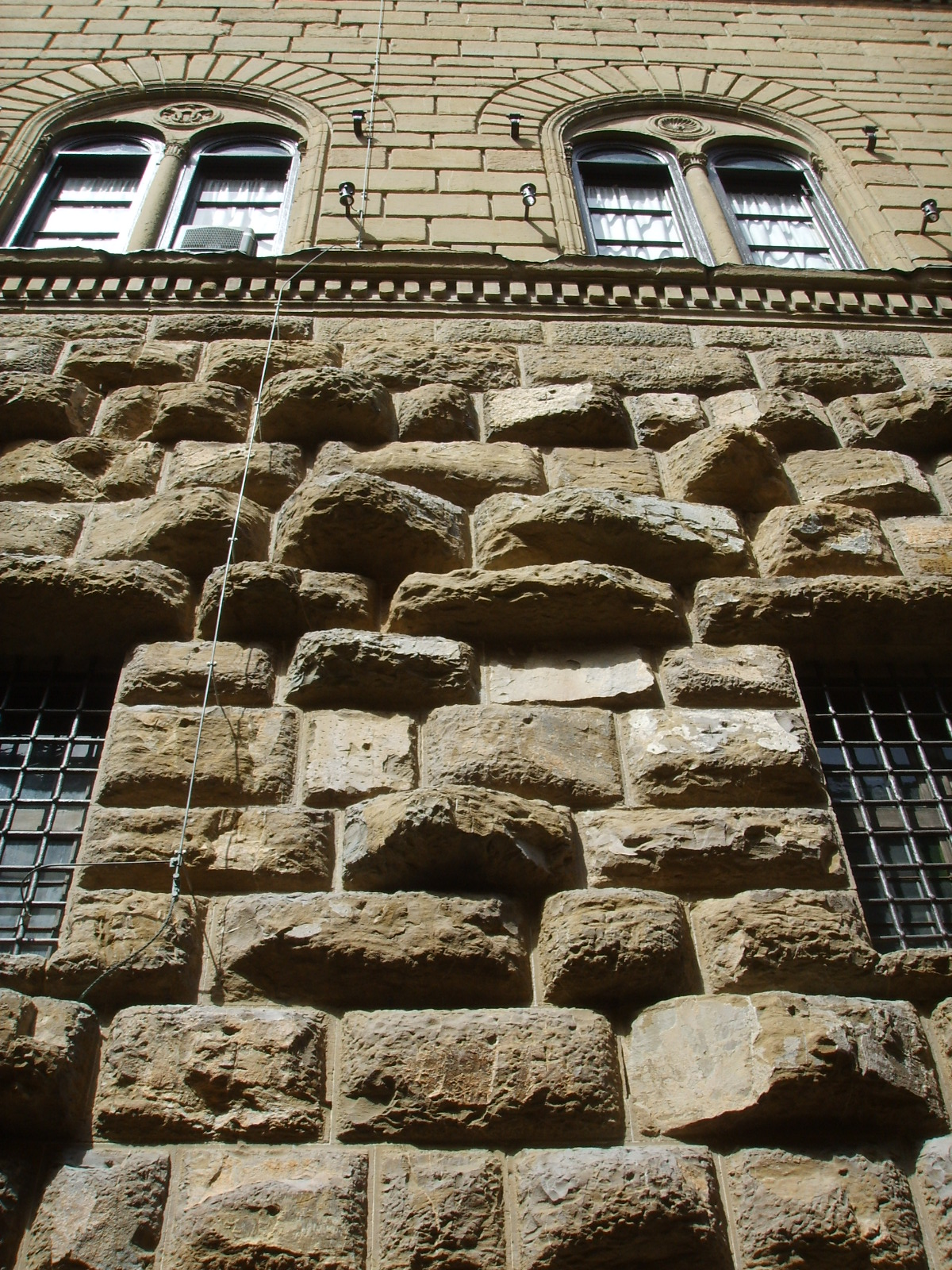
Rustizierung (Palazzo Medici Riccardi, Florenz)

Rustizierung meint im Bauwesen bei Quadersteinen und im engeren Sinne das Stehenlassen einer unbearbeiteten Bosse als Ansichtsfläche. In der Regel handelt es sich um eine mit Absicht hergestellte raue Oberfläche, um so den Eindruck von „bäurischer“ Grobheit zu erzielen. Rustika (fem.) oder Rustikamauerwerk (neutr.) als Synonyme bezeichnen ein Sichtmauerwerk mit kunstvoll rauer Oberfläche.

## Wortherkunft
Das Wort rustizieren bzw. rustifizieren leitet sich ab von rustikal (lateinisch opus rusticum „bäuerliches Werk“; Penther 1744: „Bauerisch Werck“) und bedeutet „mit einer Rustika-Oberfläche versehen“.
Übersetzungen:
| Sprache     | Wortformen         | Wortformen                  | Wortformen                  |
| ----------- | ------------------ | --------------------------- | --------------------------- |
| Deutsch     | Rustika            | rustizieren (rustifizieren) | Bandrustika (Bänderrustika) |
| Englisch    | rustication        | to rusticate                | banded rustication          |
| Französisch | le bugnato         |                             |                             |
| Italienisch | il bugnato rustico |                             | il bugnato liscio           |
| Spanisch    | el almohadillado   | almohadillar                |                             |

## Unterscheidungen

### Rustizierung
Im weiteren Sinne meint Rustizierung (Rustika) jede Art einer mehr oder weniger stark reliefierten Sichtmauerwerk-Oberfläche, egal ob sie steinmetzmäßig aus Naturstein oder imitiert als gezogener Quaderputz ausgeführt wurde.
Die Übergänge zum Bossenwerk und zum Buckelquadermauerwerk sind fließend.

### Bandrustika
Wenn die Rustika keine Stoßfugen aufweist oder nur auf schmale Bänder beschränkt ist, spricht man von einer Bandrustika oder Bänderung.

### Plattenrustika
Die Plattenrustika oder Steinschnittquaderung zeigt keine raue Oberflächen des Mauerwerks, sondern ein stark reliefiertes Mauerwerk mit mehr oder weniger glatten Quaderfronten (Spiegelquader) und tiefen Fugen.
Diese Variante ist verwandt mit Wandverkleidungen durch Marmorplatten (Inkrustation), wie sie aus Antike und Protorenaissance überliefert sind. Auch moderne Natursteinfassaden können als Plattenrustika ausgeführt werden. Eine besonders kunstvolle Form der Plattenrustika ist die Diamantquaderung.

### Eckrustizierung
Bei der Eckrustizierung beschränkt sich die Rustizierung auf die Ecken eines Gebäudes. Sie besteht in seltenen Fällen aus Werksteinen. Häufiger werden die Ecken mit Putzprofilen in die gewünschte Form gebracht oder Mal- bzw. Sgraffito-Techniken verwendet.

Bildbeispiele
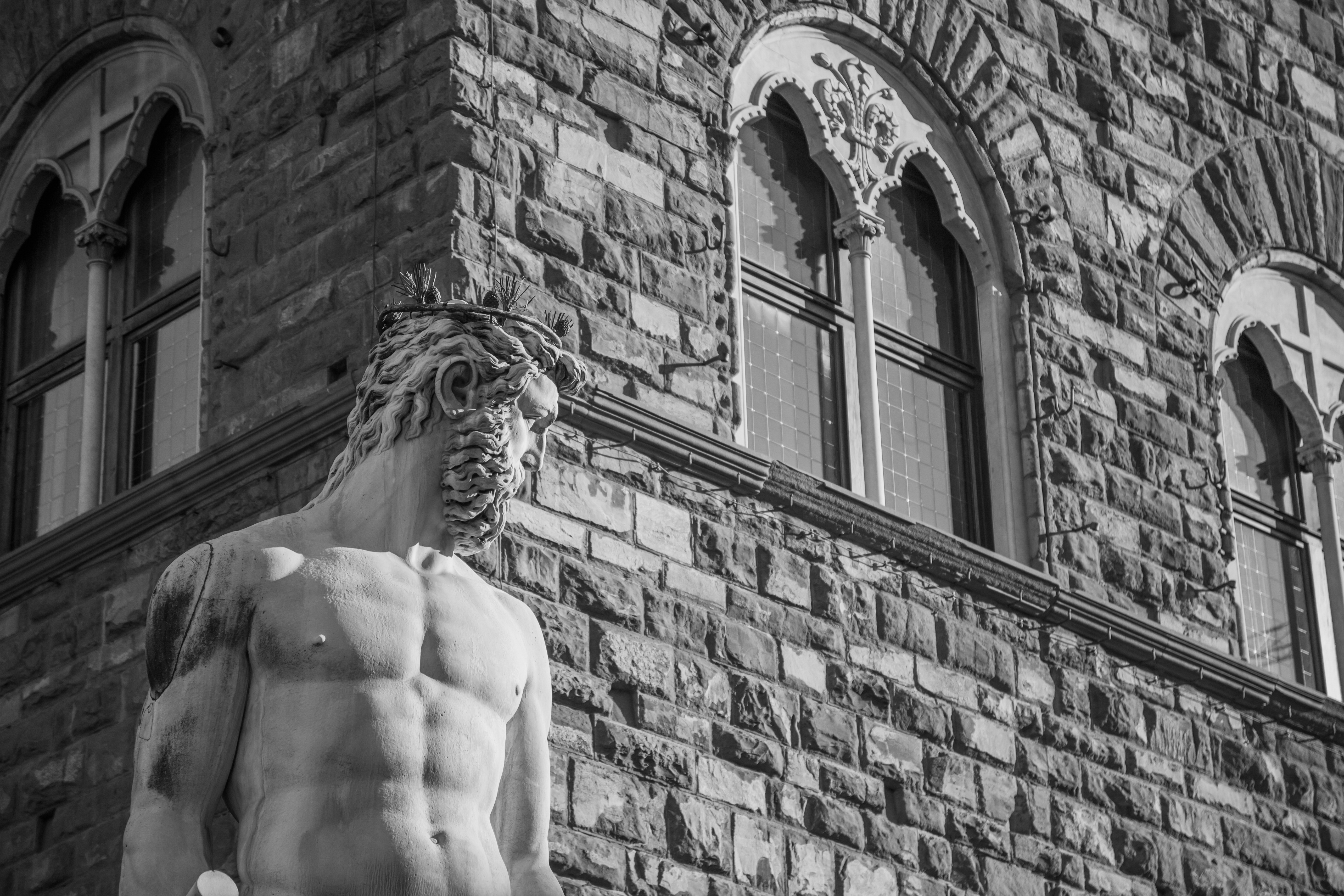
Rustika am Palazzo Vecchio, Florenz
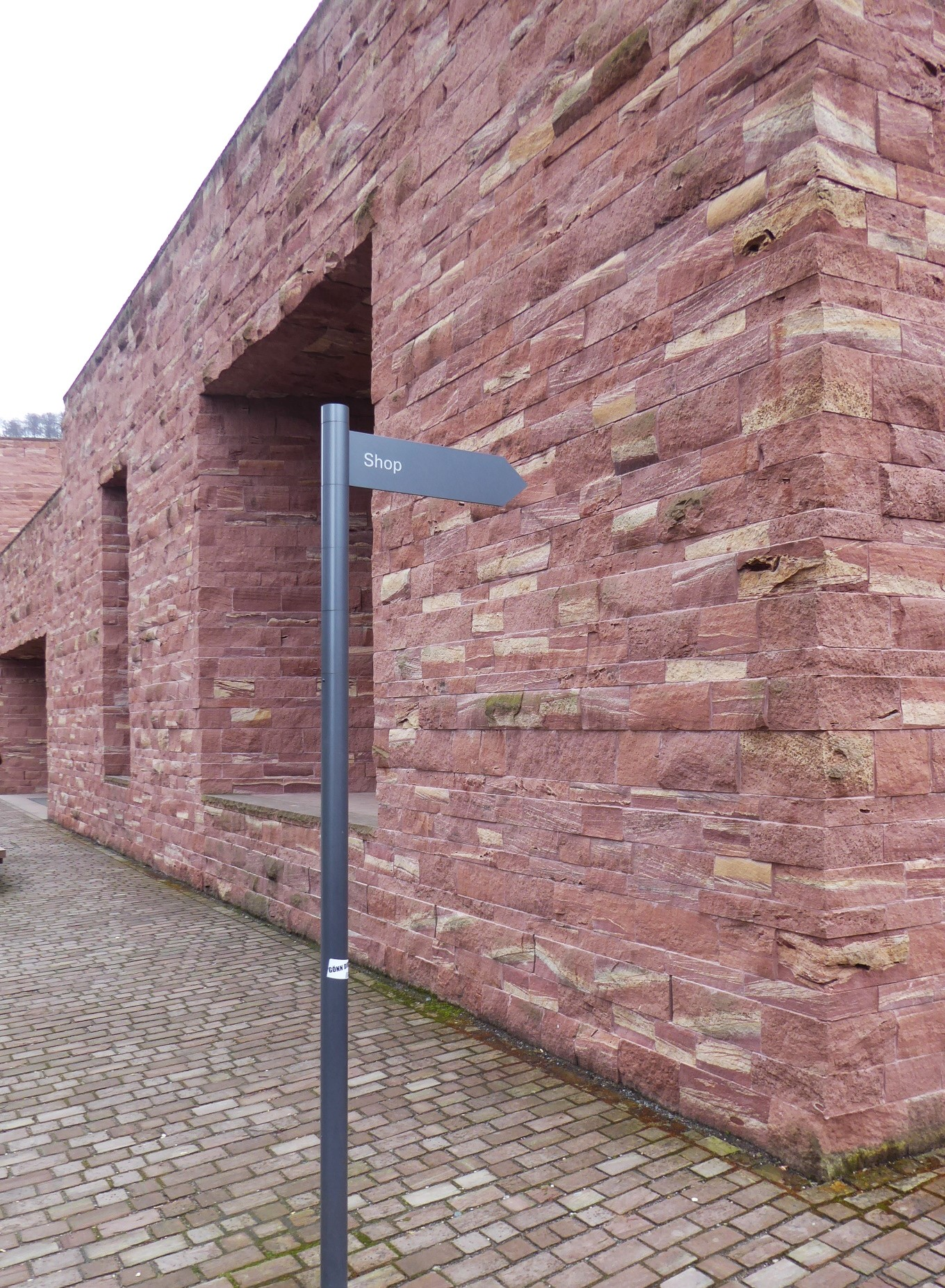
Rustika am Besucherzentrum des Heidelberger Schlosses (errichtet 2010–2011, Architekt Max Dudler[7])
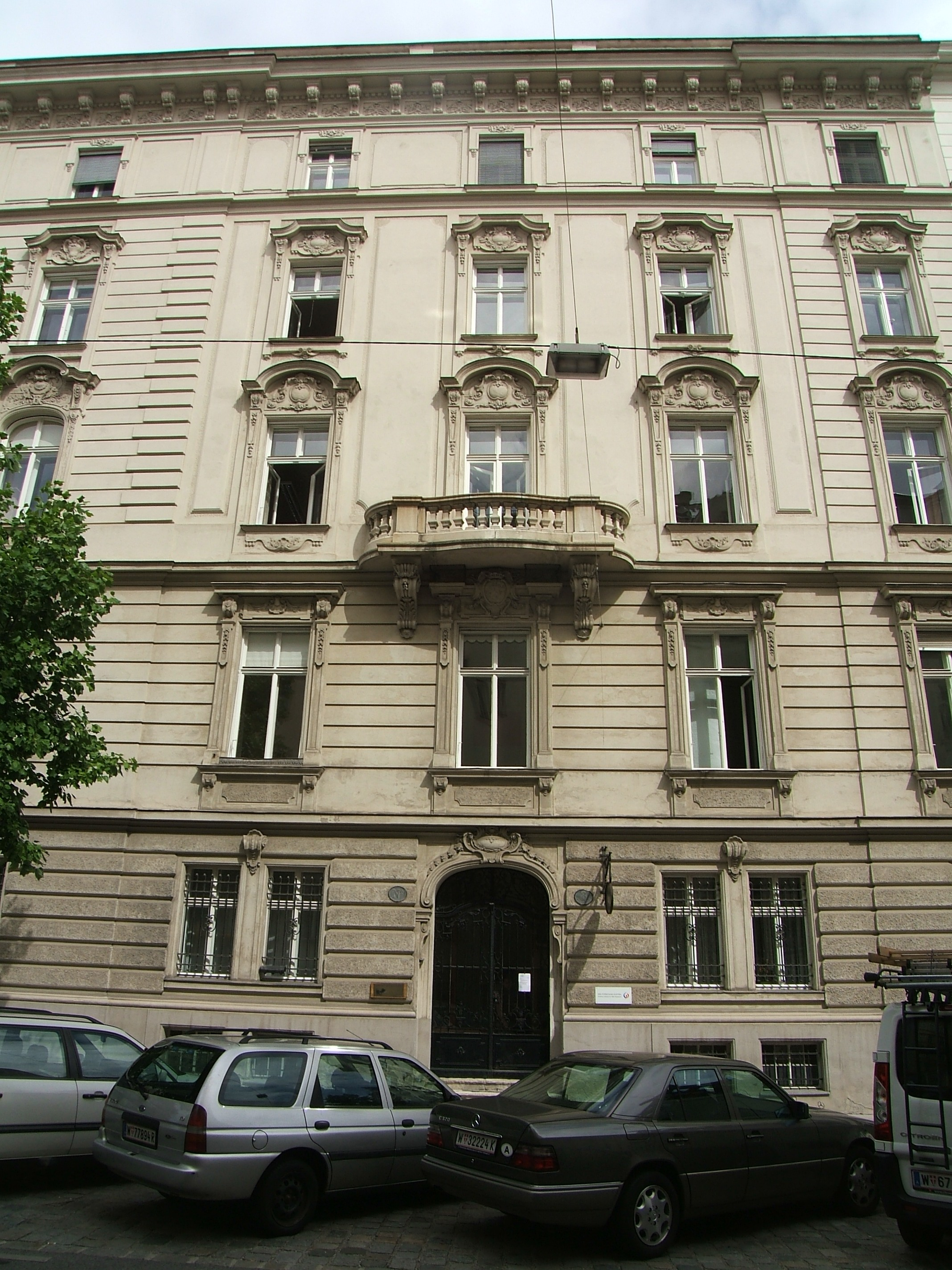
Bandrustika, 1899 (Palais Hoyos-Sprinzenstein, Hoyosgasse 5–7, Wien)
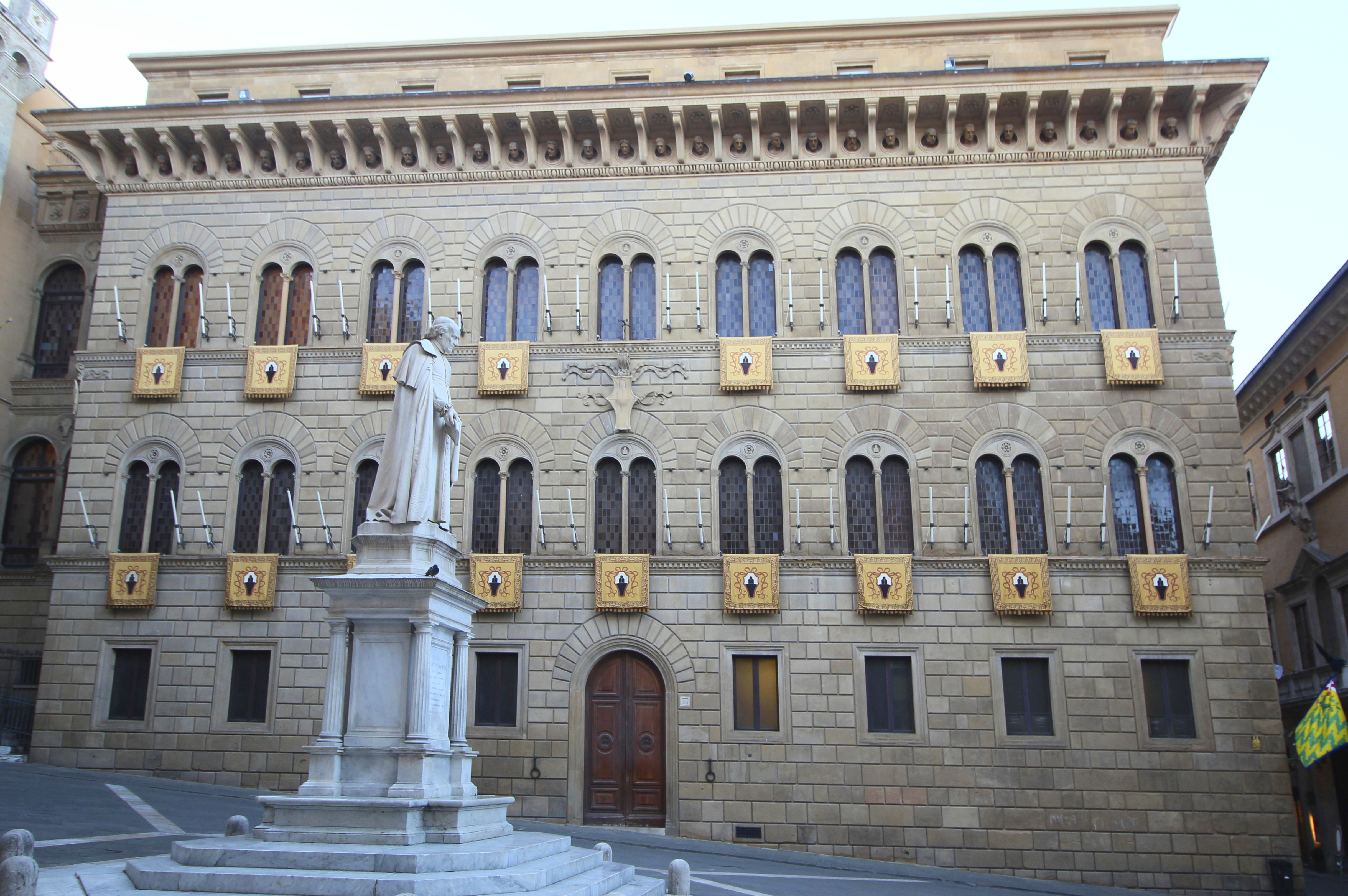
Plattenrustika (Palazzo Spannocchi, Siena)
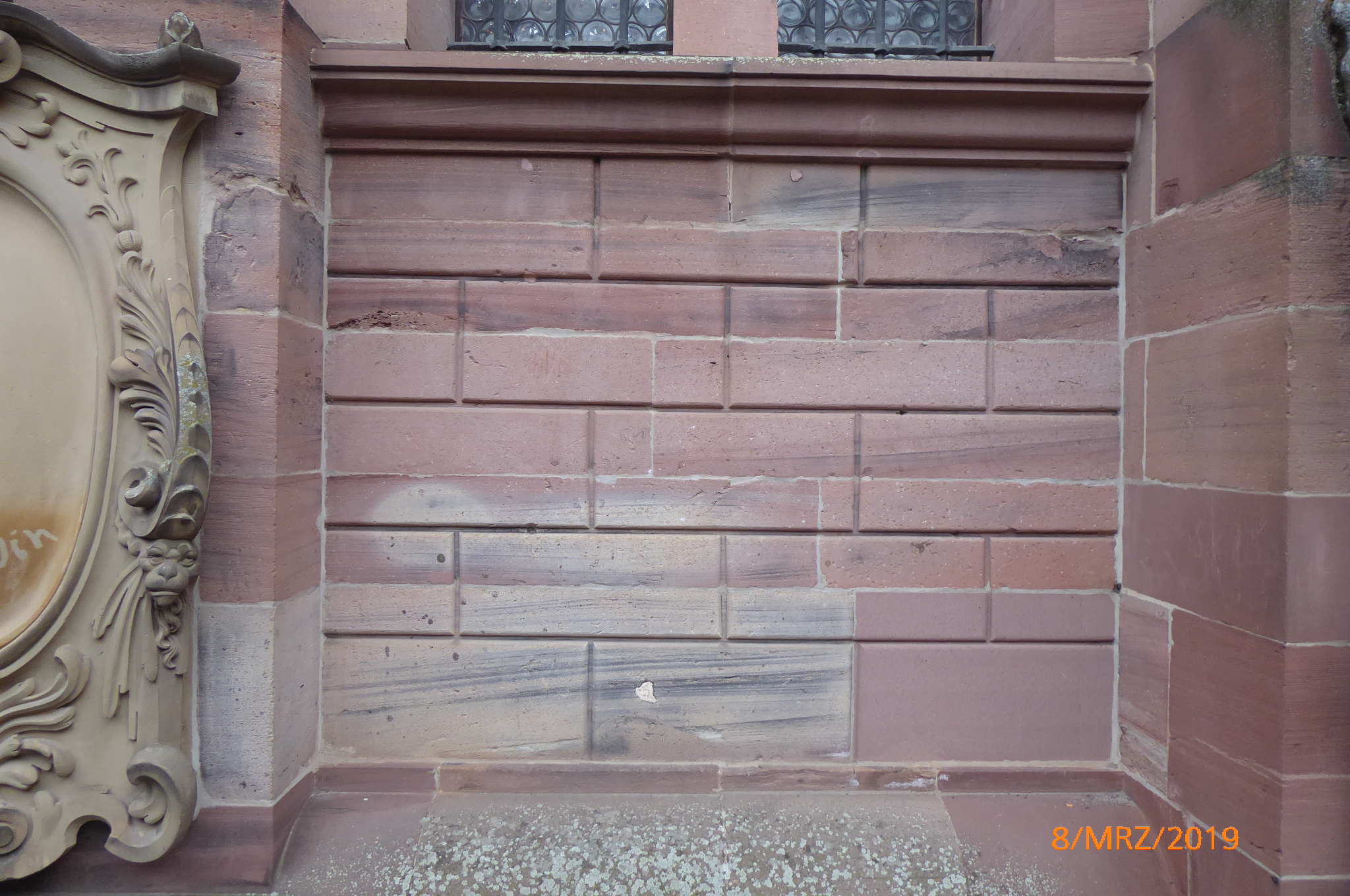
Plattenrustika, hier als Zierform, die sich nicht an die Quaderabmessungen hält (Friedrichsbau des Heidelberger Schlosses, 1601–1607)
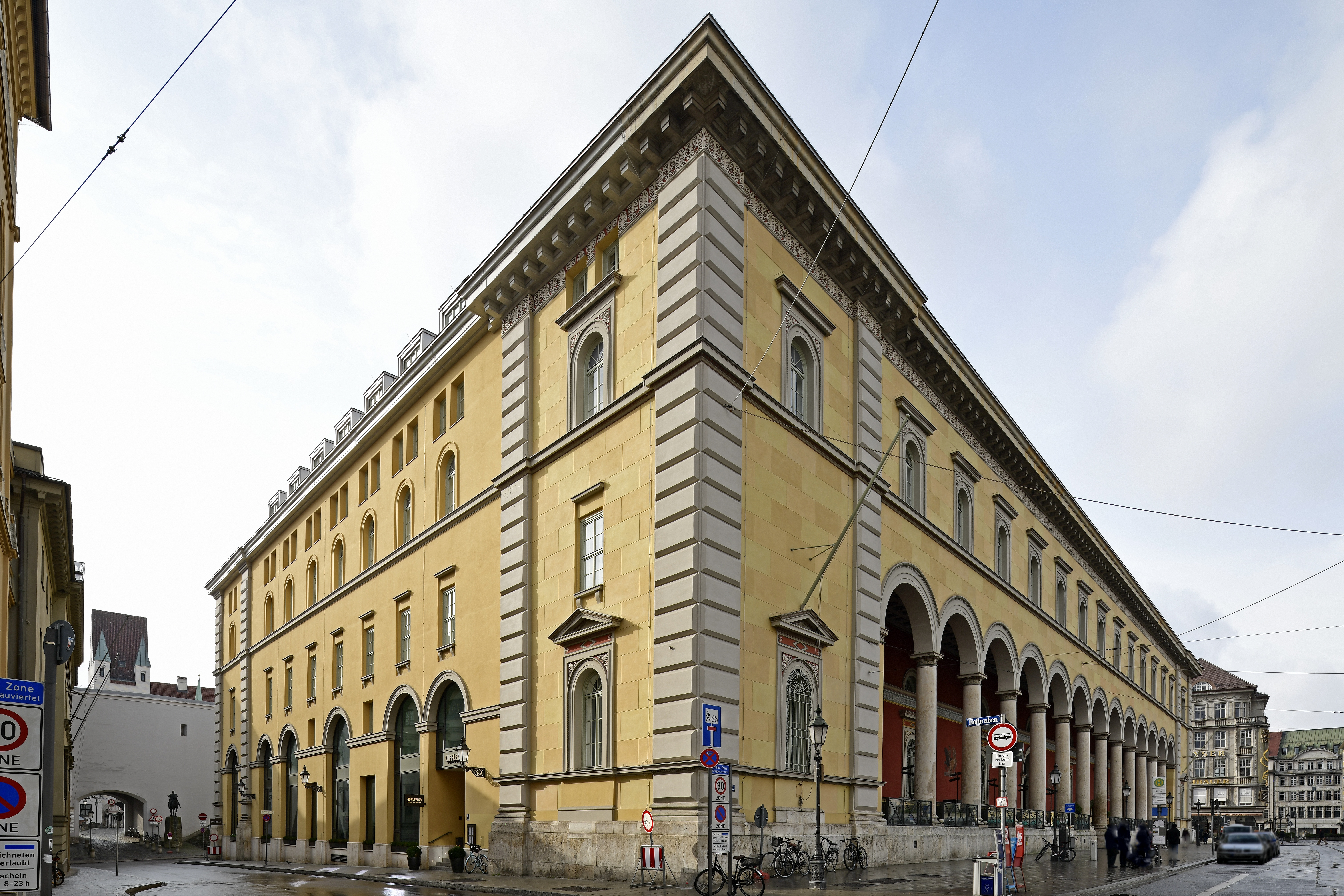
Eckrustika an den Risalit-Kanten, 1835–1838 (Palais Toerring-Jettenbach, Maximilianstraße 2, München)

## Geschichte und Verwendung
Rustiziertes Mauerwerk kam in der Antike bereits an hellenistischen Stadtmauern vor, war in Rom an der frühkaiserzeitlichen Umfassungsmauer des Augustusforums zu finden, kennzeichnete viele Festungsanlagen der Stauferzeit in Italien und Deutschland, wurde im Florentiner Palastbau seit dem 13. Jahrhundert verwendet und hatte sich seit den 1420er Jahren über Konstanz auch erneut nördlich der Alpen verbreitet. Rustizierungen als ausdrucksstarke Zierformen erhielten sich bis in die Barockarchitektur und wurde teilweise auch im Verputz nachgeahmt. Sie wurden im Historismus des 19. und 20. Jahrhunderts bei Fassaden von Repräsentationsbauten wiederaufgenommen.
Rustizierung wurde in den Fassaden vor allem für die Erdgeschosse und zur Verstärkung der Ecken verwendet. Die Rustika konnte sich aber auch auf die ganze Fassade, auf einzelne Stockwerke oder auf einzelne Bauglieder einer Fassade (Lisenen, Ecklisenen, Pilaster, Blendsäulen, Fenster- und Türrahmungen) erstrecken. Außer Fassaden und Fassadenelementen wurden auch freie Bauglieder wie z. B. Pfeiler und Säulen rustiziert.

Bildbeispiele
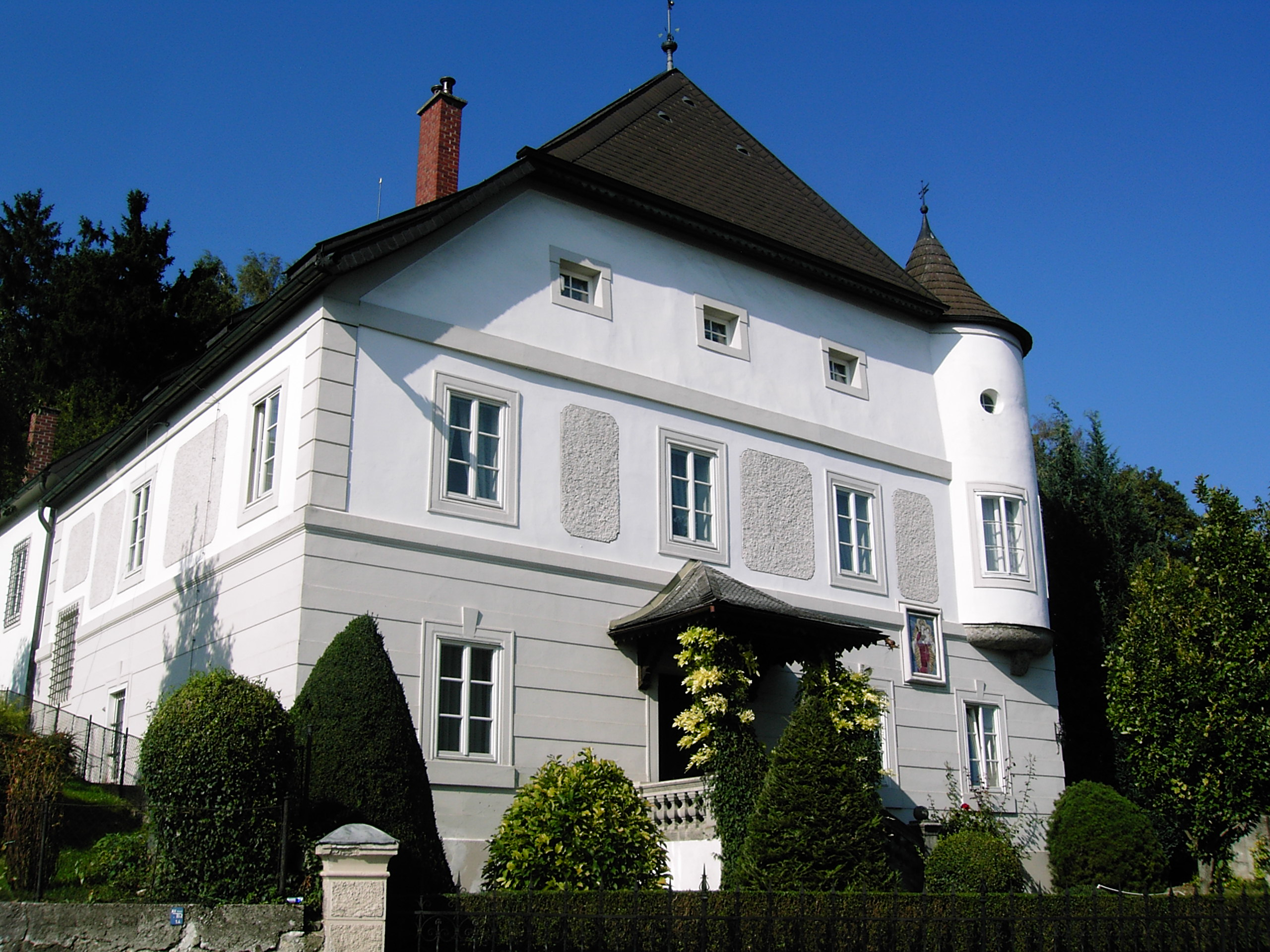
Bandrustika im Erdgeschoss, rustizierte Ecklisene im ersten Stock. Steyr, Haus Sierninger Straße 82
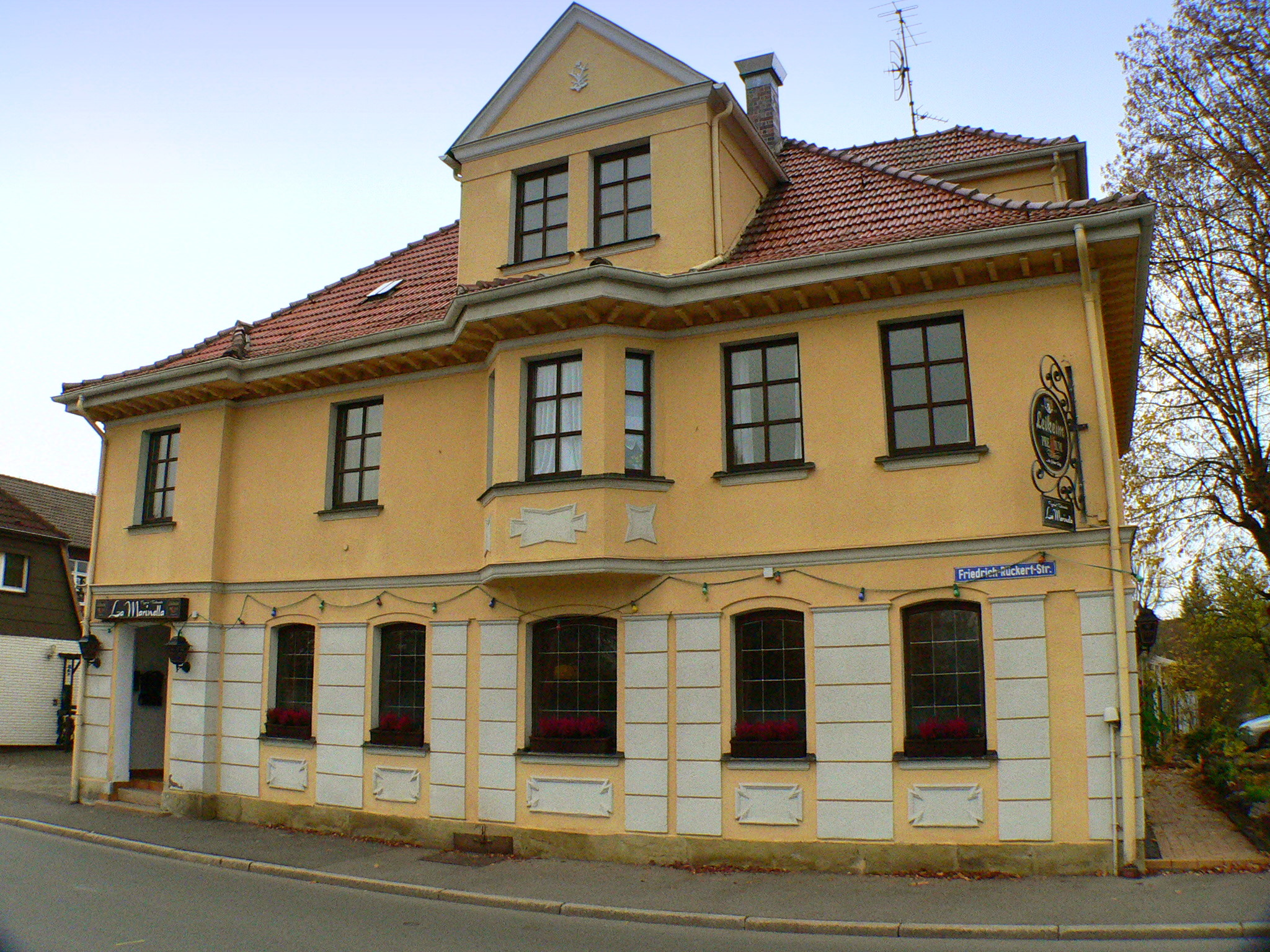
Bandrustika-Pilaster im Erdgeschoss. Coburg, Haus Friedrich-Rückert-Straße 53
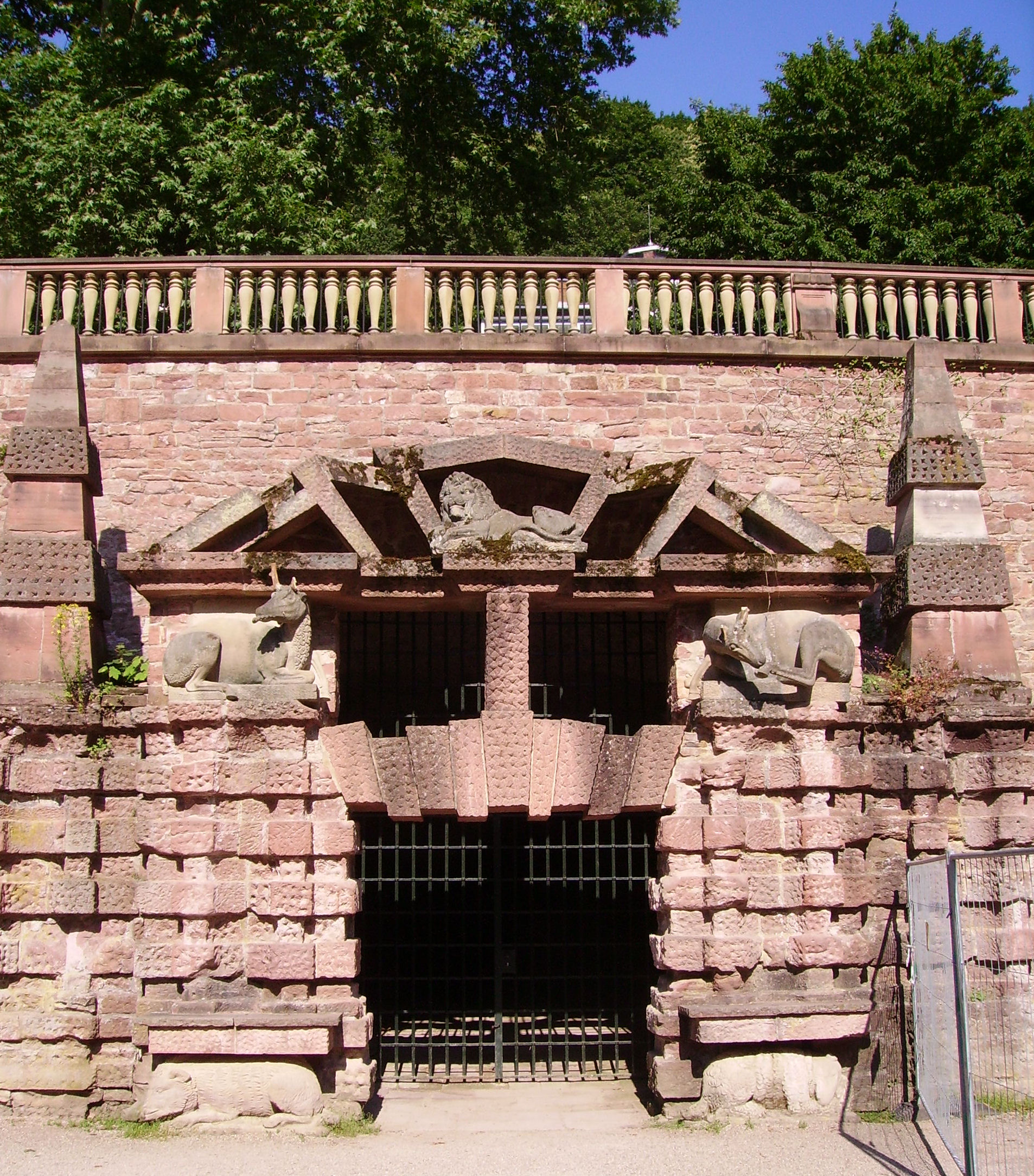
Rustizierte Fassade und Obelisken. Große Grotte im Hortus Palatinus des Heidelberger Schlosses
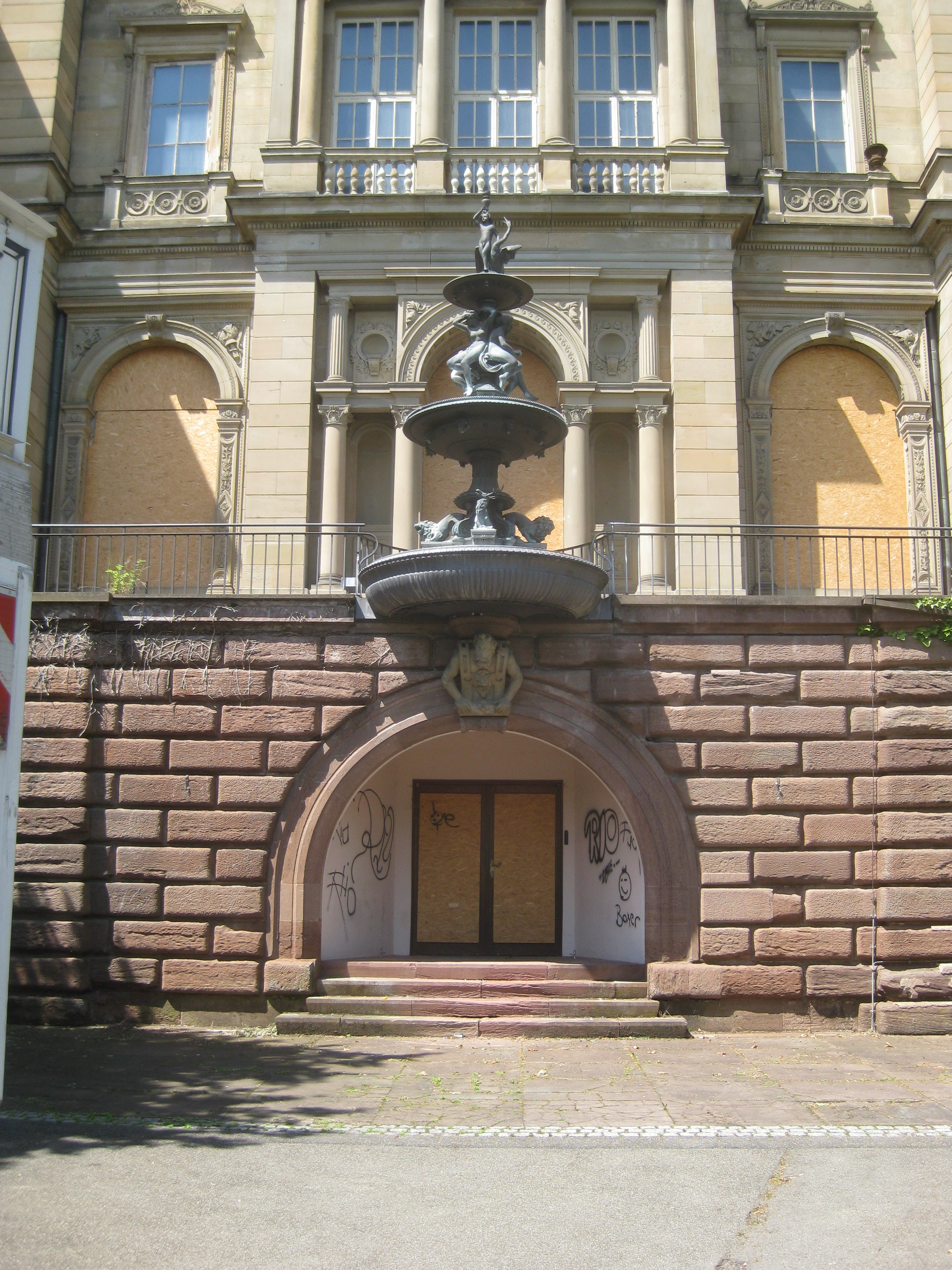
Rustiziertes Erdgeschoss. Stuttgart, Villa Berg
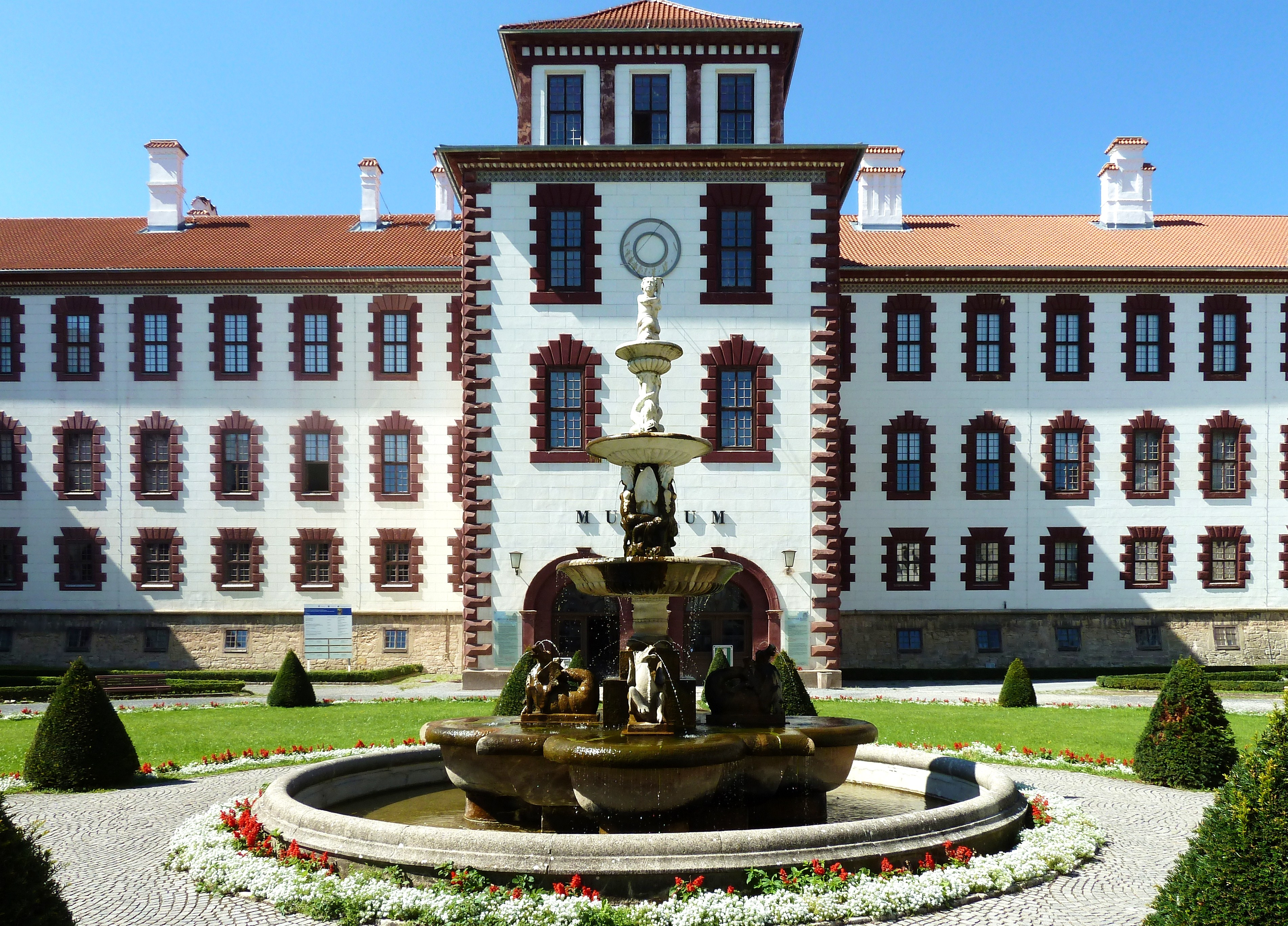
Rustizierte Fensterrahmungen und rustizierte Eckquaderungen am Mittelrisalit. Meiningen, Schloss Elisabethenburg
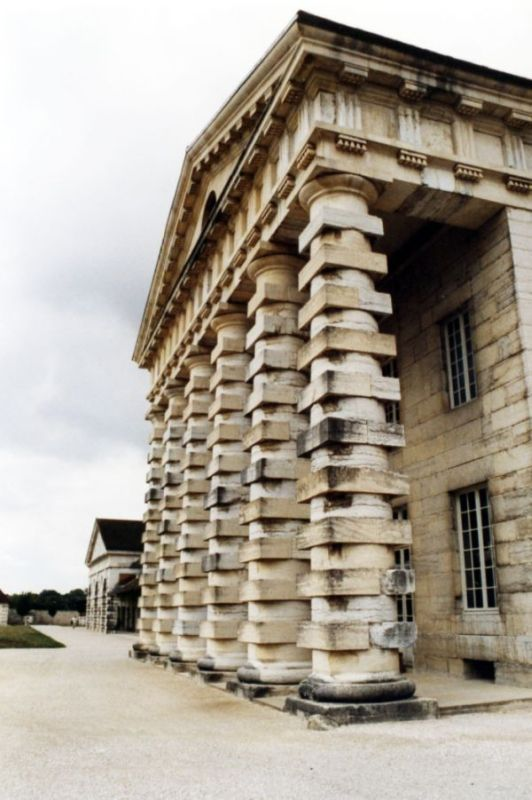
Portikus mit rustizierten Säulen. Arc-et-Senans, Königliche Saline, Haus des Direktors

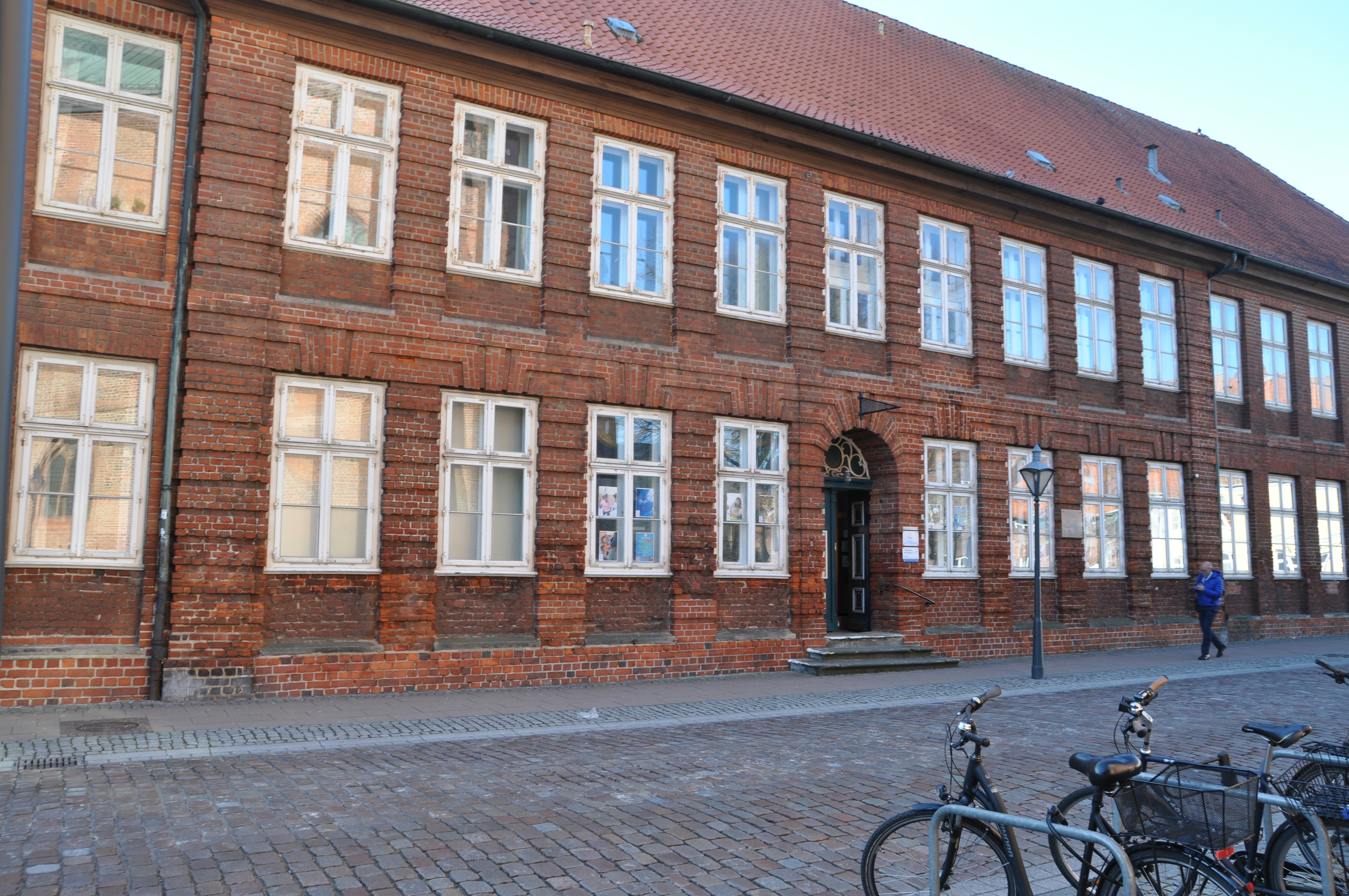
Übersetzung des Rustikaprinzips in unverputztes Backsteinmauerwerk (Bei der St. Johanniskirche 3, Lüneburg)

Eine Sonderform der Rustizierung ist in der Barockzeit die Übertragung des Quaderprinzips auf unverputztes Backsteinmauerwerk, wie sie beispielsweise vom 1784 bis 1787 erbauten „Haus des Superintendenten“ in Lüneburg bekannt ist.

## Historische Beschreibung der Rustizierung
Der Göttinger Architekturtheoretiker Johann Friedrich Penther hat 1744 die verschiedenen Formen der Rustizierung zur Barockzeit in seinem Lexicon Architectonicum unter dem Lemma Bossage so beschrieben:

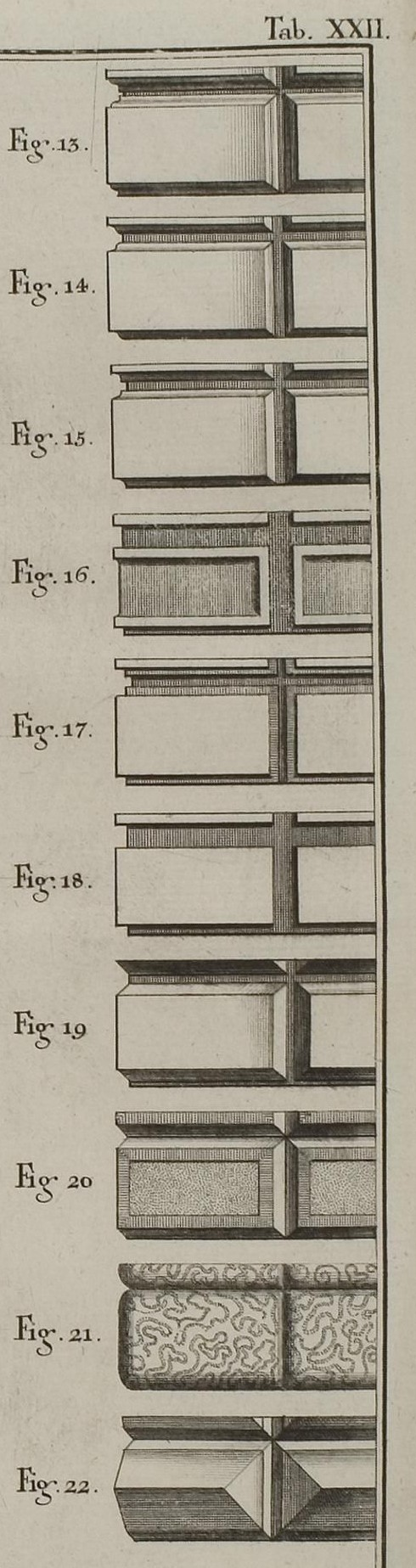
Varianten der Bossage bzw. Rustika nach Johann Friedrich Penther, 1744

„Bossage, Lapides eminentes, opus rusticum, Bäuerisch Werck, Opera rustica, Rustico ist, wenn die Mauern auswendig so gemacht werden, als bestünden sie aus lauter ansehnlichen Quadern, so breite und tieffe Fugen zwischen sich liessen, die Erhebung der Steine bekommt allerhand Veränderungen und nach selben besondere Nahmen. Sind die Kante der Steine abgeschnitten und wie ein Rinn=Leisten gebildet Fig. 13. Tab. XXII. heist es Bossage a doucine; Sind sie als ein Kehl=Leisten abgekanten Fig. 14. heist es Bossage a Talon; Wenn sie als ein Hohl=Leisten abgekanten Fig 15. heist es Bossage a cavet. Sind die Quadern vertiefft Fig. 16. heist es Bossage ravelé; Sind auf den Quadern Tasseln aufgesetzt Fig. 17. heißt es Bossage faillant; Gantz glat und schlecht heißt Bossage quarré, oder Pierre refend Fig. 18.; Sind die Kanten schröge abgeglichen, heißt es Bossage a chamfrain Fig. 19. Sind die Quadern in der Mitte gestippt, und mit einem Rand versehen, und die Fugen nach dem rechten Winckel vertiefft Fig. 20. heißt es Bossage a anglet piqué; Sind sie gestippt wie Würmer herum kriechen Fig. 21. heißt es Bossage vermiculé; Sind sie wie ein Diamant zugeschliffen Fig. 22. heißt es Bossage a point de Diamant.“